# Mezzanotte a Istanbul
Mezzanotte a Istanbul (Pera Palas'ta Gece Yarısı) è una serie televisiva drammatica turca, distribuita sulla piattaforma di streaming Netflix dal 3 marzo 2022 al 12 settembre 2024. È un adattamento del romanzo Midnight at the Pera Palace dello scrittore Charles King.

## Trama
La giovane giornalista Esra viene incaricata di scrivere un articolo sul leggendario Hotel Pera Palas nel quartiere Beyoğlu di Istanbul e lo visita a scopo di ricerca. Ma presto Esra si imbatte in un portale in una stanza dell'hotel che la conduce al 1919. In passato, Esra venne presto coinvolta in una cospirazione politica contro il fondatore della Turchia moderna: Mustafa Kemal Atatürk. Insieme all'eccentrico direttore dell'hotel Ahmet, Esra deve preservare il corso della storia turca e garantire il futuro del paese. Tuttavia, Istanbul nel 1919 è un luogo caldo. Quando Esra incontra il bello ed enigmatico proprietario del club Halit, si rende conto anche che nel 1919 niente è come sembra a prima vista e tutti cercano di nascondere il loro vero sé.

## Episodi
| Stagione         | Episodi | Pubblicazione Turchia | Pubblicazione Italia |
| ---------------- | ------- | --------------------- | -------------------- |
| Prima stagione   | 8       | 2022                  | 2022                 |
| Seconda stagione | 8       | 2024                  | 2024                 |

## Personaggi e interpreti
- Esra Köksüz / Peride, interpretata da Hazal Kaya, doppiata da Irene Trotta.
- Ahmet, interpretato da Tansu Biçer, doppiato da Franco Mannella.
- Halit, interpretato da Selahattin Paşalı, doppiato da Fabrizio De Flaviis.
- Sonya, interpretata da Yasemin Szawlowski, doppiata da Valentina Favazza.
- Meliha, interpretata da Nezaket Erden, doppiata da Elena Perino.
- Mümtaz Soyluoğlu, interpretato da Güven Murat Akpınar, doppiato da Daniele Di Matteo.
- Kadri, interpretato da Erol Babaoğlu, doppiato da Gianluca Machelli.
- Reşat, interpretato da Engin Hepileri, doppiato da Alessandro Rigotti.
- George, interpretato da James Chalmers, doppiato da Emilio Mauro Barchiesi.
- Mustafa Kemal Atatürk, interpretato da Hakan Dinçkol.
- Naim Efendi, interpretato da Osman Albayrak.
- Seniha, interpretata da Yasemin Sannino.
- Halime, interpretata da Tuğba Çom.
- Belkis, interpretata da İpek Çiçek.
- Leyla, interpretata da Bilgesu Akın.
- Leyla da piccola, interpretata da Ebrar Alya Demirbilek.
- Marika, interpretata da Demet Boci Benli.
- Fahrettin, interpretato da Ergün Metin.
- Eleni, interpretata da Nergis Öztürk.
- Dimitri Theodorakis, interpretato da Ahmet Varlı.
- Cevat Abbas, interpretato da Murat Okay.
- Nurullah, interpretato da Furkan Kalabalik.
- Selahattin Giz, interpretato da Haydar Şahin.
- Lili, interpretata da Tülin Özen, doppiata da Barbara De Bortoli.
- Sabiha Sertel, interpretata da Nihal Koldaş.
- Eva, interpretata da Tülin Ece, doppiata da Mariagrazia Cerullo.
- Pfandleiher, interpretato da Neil Denisenko.
- Agatha Christie, interpretata da Clare Louise Frost.
- Lover, interpretata da Jordan J Gallagher.
- Selahattin Giz, interpretato da Haydar Şahin.

## Produzione

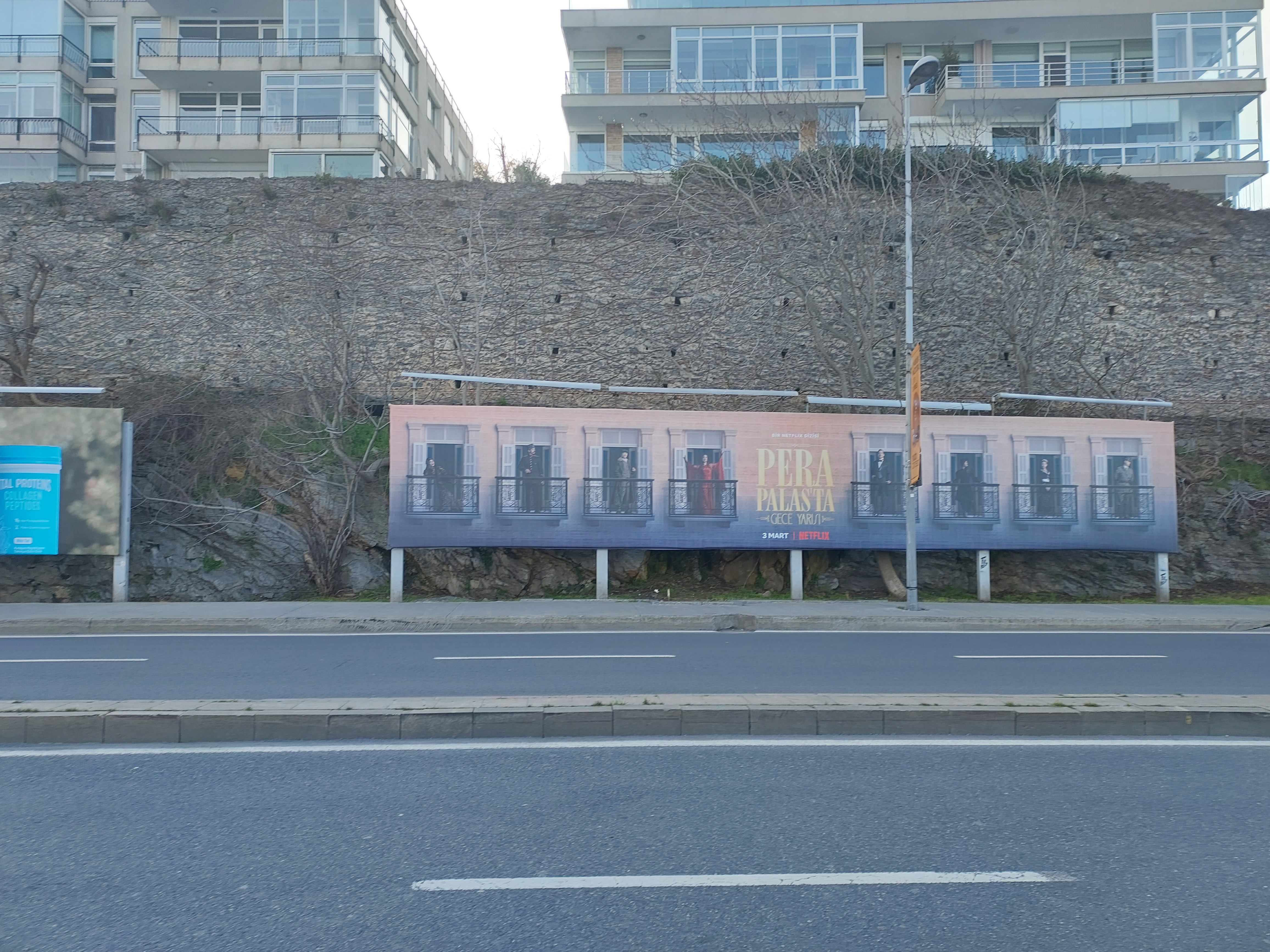
Cartellone per le affissioni della serie a Bebek, Istanbul

La serie è diretta da Emre Şahin e Nisan Dağ, scritta da Elif Usman, Ekin Akçay e Aksel Bonfil e prodotta da Karga Seven Pictures.

### Riprese
Le riprese sono state effettuate presso l'Hotel Pera Palas, nel quartiere Beyoğlu di Istanbul: le riprese della prima stagione sono iniziate il 15 marzo 2021 e sono terminate alcuni mesi dopo, mentre quelle della seconda stagione sono iniziate l'11 luglio 2023 e sono terminate alcuni mesi dopo.

## Distribuzione
La serie, composta da 16 episodi suddivisi in due stagioni, è stata distribuita sul servizio di streaming Netflix dal 3 marzo 2022 al 12 settembre 2024: la prima stagione è stata pubblicata il 3 marzo 2022, mentre la seconda ed ultima stagione il 12 settembre 2024.

## Riconoscimenti
- Pantene Golden Butterfly Awards
  - 2022: Candidatura come Miglior serie internet ad Hazal Kaya, Selahattin Paşalı, Emre Şahin, Nisan Dağ ed Elif Usman[19]
  - 2024: Candidatura come Miglior serie internet per Mezzanotte a Istanbul (Pera Palas'ta Gece Yarısı)[20]
- Turkey Youth Awards
  - 2023: Candidatura come Miglior serie digitale per Mezzanotte a Istanbul (Pera Palas'ta Gece Yarısı)